# Alba Blasco Soucase
Alba Blasco Soucase (Torís, 1999) és una futbolista valenciana capitana del Llevant UE EDI femení, va ser durant la temporada 2018/19 la primera jugadora amb discapacitat intel·lectual que fitxava per un equip de futbol de 1ª Regional i al temps que jugava en el primer equip íntegrament femení del Campionat Nacional de F7 Adaptat d'Albacete.
L'any 2018 Alba Blasco va rebre el guardó a millor esportista de la LaLiga Genuine de l'Associació Espanyola de Premsa Esportiva. L'any 2019 va rebre el premi Mèrit Esportiu amb el patrocini de LaLiga en la gala d'E-Woman València al Palau de Congressos de València, que reconeix a dones esportistes o que són exemple d'autenticitat, responsabilitat, evolució, transparència, integritat, companyonia i superació.

## Trajectòria
| Temporades | Lliga       | Club                   | P | G | Actualitzat |
| ---------- | ----------- | ---------------------- | - | - | ----------- |
| 18/19 -    | 1ª Regional | Unión Deportiva Yátova | 0 | 0 |             |
| 18/19 -    | EDI         | Llevant UE             | 0 | 0 |             |